# ناراساپورام
ناراساپورام (به انگلیسی: Narasapuram) یک منطقهٔ مسکونی در هند است که در Narasapuram mandal واقع شده‌است. ناراساپورام ۱۱٫۳۲ کیلومتر مربع مساحت و ۵۸٬۷۷۰ نفر جمعیت دارد و ۲ متر بالاتر از سطح دریا واقع شده‌است.